# Markus Müller (Diplomat)
Markus Müller (* 1950) ist ein Schweizer Diplomat.

## Leben
Markus Müller studierte Volkswirtschaft an der Universität Bern und erlangte dort den Titel zum Dr. jur. 1978 trat Müller ins Eidgenössische Departement für auswärtige Angelegenheiten (EDA) ein und arbeitete an einem Projekt zu ländlichen Wasserversorgungssystemen in Kenia mit. Daran im Anschluss war er für mehrere Jahre beim Eidgenössischen Departement für auswärtige Angelegenheiten tätig. Ab 1986 stand er für verschiedene Missionen der Direktion für Entwicklung und Zusammenarbeit (DEZA) im Dienst, unter anderem an deren Koordinationsstelle in Dhaka (1987), in Bamako (1989–1993) und in Kabul. Von 2003 bis 2010 leitete er als Botschafter die Vertretung der Organisation für Sicherheit und Zusammenarbeit in Europa (OSZE) in Bischkek, 2010 wurde er dort zum Leiter einer neuen Polizeimission ernannt. 2014 übernahm er die Vertretung der OSZE in Duschanbe.

## Interessenvertretung der Schweiz im Ausland und OSZE
- 2003–2010: Botschafter, OSZE-Vertretung, Bischkek
- 2010–2013: Leiter der Mission, OSZE-Vertretung, Bischkek
- 2014–2016: Leiter der Mission, OSZE-Vertretung, Duschanbe